# Labukovo
Labukovo (cyr. Лабуково) – wieś w Serbii, w okręgu niszawskim, w gminie Svrljig. W 2011 roku liczyła 70 mieszkańców.